# MAM (Smart Micro Munition)
MAM (Mini Akıllı Mühimmat, Smart Micro Munition) — це сімейство інтелектуальних боєприпасів GPS/INS та лазерного наведення, вироблених турецьким виробником оборонної промисловості ROKETSAN.
MAM був розроблений для безпілотних літальних апаратів (БПЛА), легких штурмовиків, винищувачів і місій повітря-земля для повітряних платформ з низькою вантажопідйомністю. MAM може з високою точністю вражати як нерухомі, так і рухомі цілі.

## Технічні характеристики

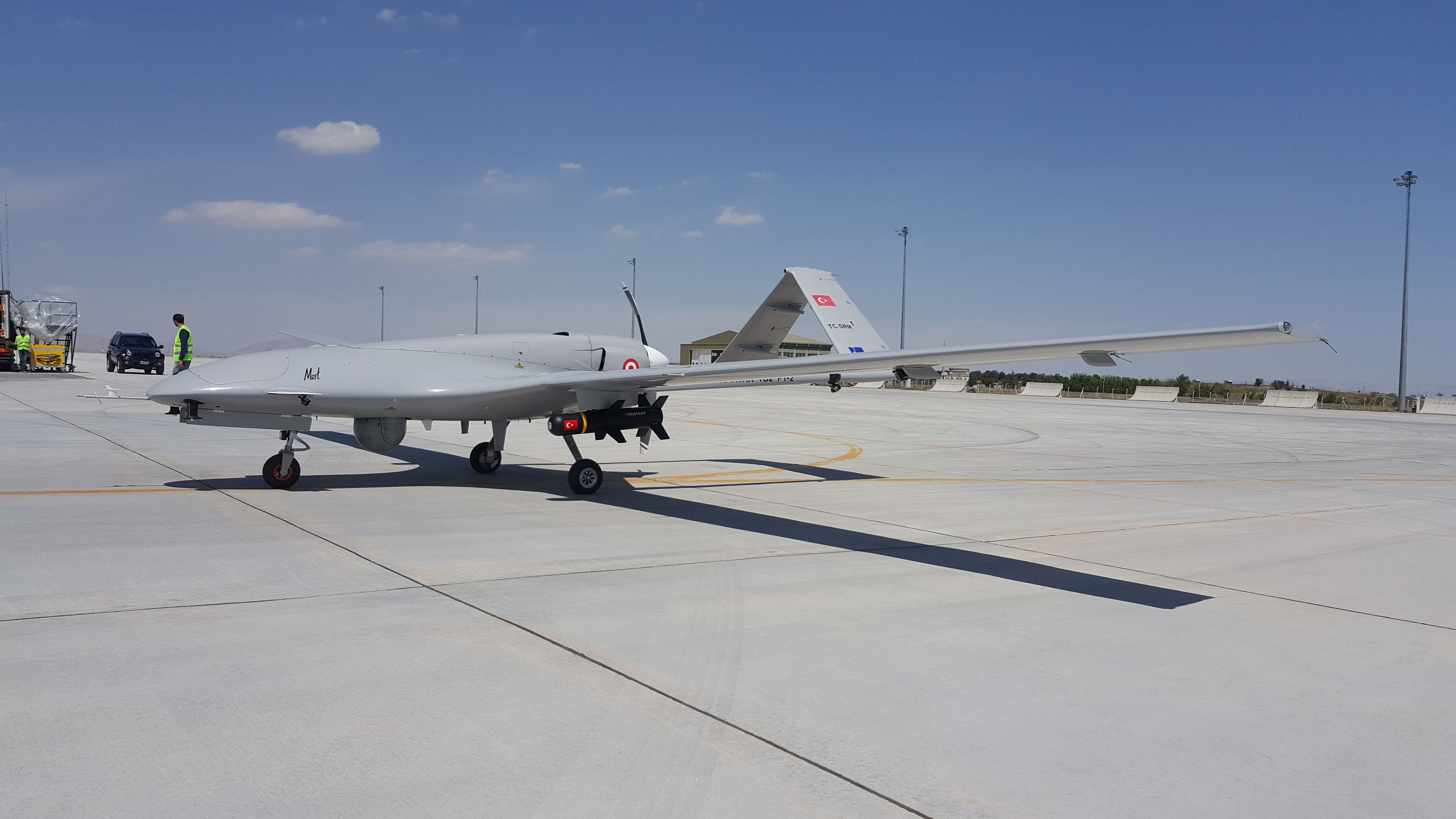
Bayraktar TB2, завантажений MAM L

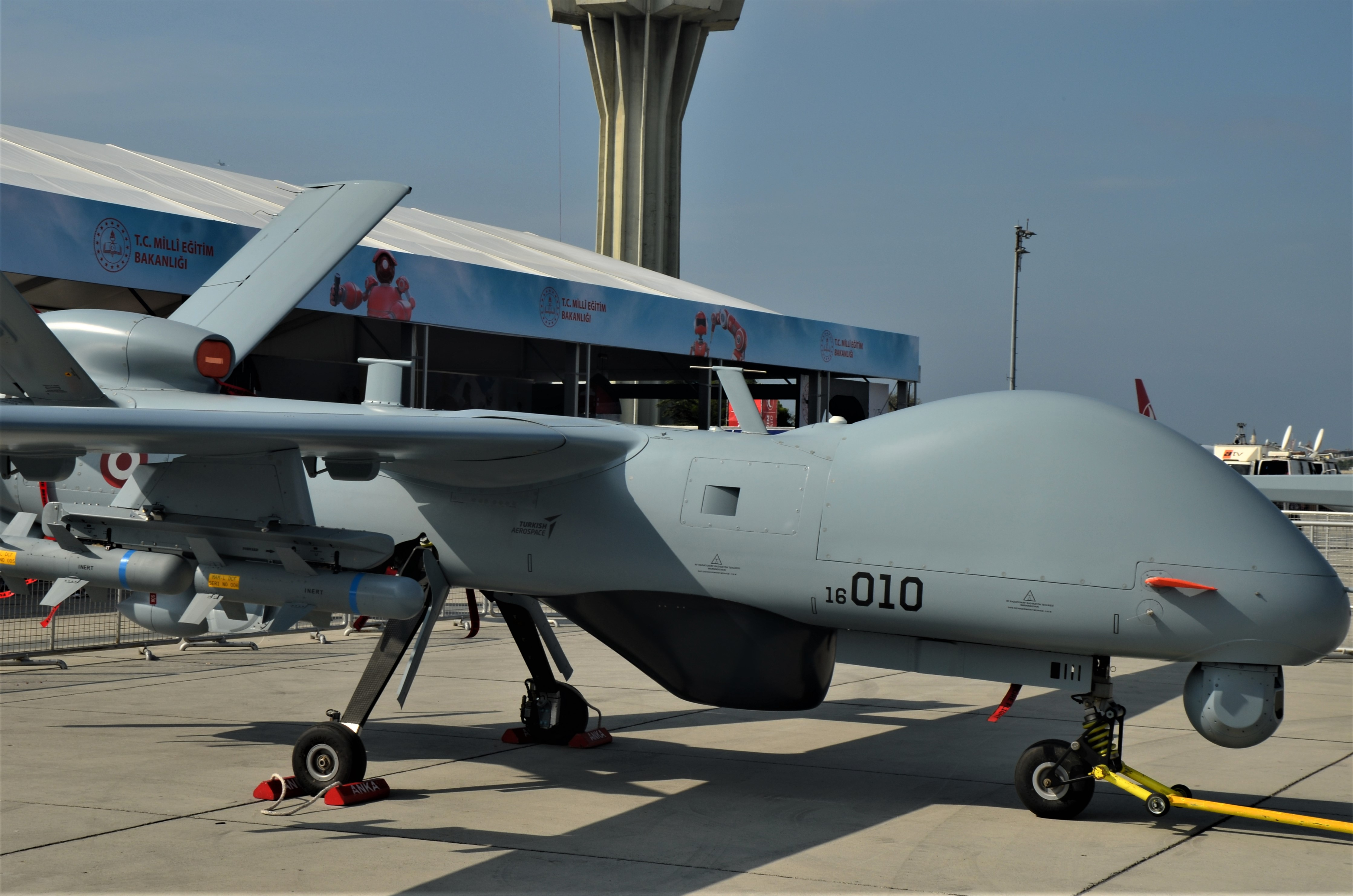
TAI Anka завантажена MAM-L

|                 | MAM-C                                                                                         | МАМ-L                                                                                     | МАМ-Т                                                       |
| --------------- | --------------------------------------------------------------------------------------------- | ----------------------------------------------------------------------------------------- | ----------------------------------------------------------- |
| Діаметр         | 70 мм                                                                                         | 160 мм                                                                                    | 230 мм                                                      |
| Довжина         | 970 мм                                                                                        | 1 м                                                                                       | 1,4 м                                                       |
| Вага            | 6,5 кг                                                                                        | 22 кг                                                                                     | 94 кг                                                       |
| Діапазон        | 8 км                                                                                          | 8 км (14 км з опцією інерціальної навігаційної системи/глобальної системи позиціонування) | 30+ км (UCAV) 60+ км (Легкі штурмовики) 80+ км (винищувач)  |
| Шукач           | Напівактивний лазер                                                                           | Напівактивний лазер                                                                       | Напівактивний лазер GPS/INS                                 |
| Типи боєголовок | - Багатоцільова бойова частина (осколкова, запальна та бронебійна) - Осколково-фугасний вибух | - Тандем — ефективний проти реактивної броні - Осколково-фугасний вибух - Термобаричний   | - Осколково-фугасний вибух                                  |
| Детонатор       |                                                                                               | - Удар - Наближення                                                                       |                                                             |
| Платформи       | Безпілотні літальні апарати та легкі штурмовики.                                              | Безпілотні літальні апарати та легкі штурмовики.                                          | Безпілотні літальні апарати, легкі штурмовики та винищувачі |
| Виробник        | Рокетсан                                                                                      | Рокетсан                                                                                  | Рокетсан                                                    |

## Варіанти
- Уламково-фугасний варіант МАМ-С[3]
- Термобаричний варіант MAM-L[3]
- MAM-T GPS/INS керований варіант[8][9]

## Користувачі
- Азербайджан[1]
- Катар
- Лівія Government of National Accord
- Марокко
- Саудівська Аравія[10]
- Туніс
- Туреччина
- Україна
- Польща

## Транспортні засоби
- Байрактар Акинджи
- Байрактар ТБ2
- ТАІ Аксунгур
- ТАЙ Анка
- Вестель Караель
- TAI Hürkuş (базовий тренувальний і штурмовик для турецьких збройних сил).

## Бойове використання
Операції, в яких використовується ракета,
- Операція «Щит Євфрату»[11]
- Операція «Оливкова гілка»[12]
- Операція Кіготь (2019)[13]
- Операція «Весна миру 2019»[14]
- Операція Весняний щит 2020[15]
- Нагірно-карабахський конфлікт 2020 року
- Наступ у Центральній Лівії[16]
- Війна на сході України: перший випадок використання 26 жовтня 2021 року[17]

Користувачі Roketsan MAM